# Droisy, Eure
 Droisy  là một xã thuộc tỉnh Eure trong vùng Normandie miền bắc nước Pháp.